# The Adventures of Batman and Robin (jeu vidéo)
Pour les articles homonymes, voir The Adventures of Batman and Robin.
The Adventures of Batman and Robin est un beat them all développé par Clockwork Tortoise et édité par Sega, sorti sur Mega Drive en 1994,. Le jeu est basé sur la série animée Batman, la série animée.
Le jeu est également sorti sur Super Nintendo par Konami ainsi que sur Game Gear par Sega et développé par Novotrade en 1995. The Adventures of Batman and Robin est orienté jeu de plate-forme, le joueur incarne Batman et doit sauver Robin qui a été enlevé par le Joker. Avant d'affronter votre ennemi juré, celui-ci va mettre sur votre route plusieurs méchants connus de la série animée comme le Chapelier Fou, Mr Freeze, l'Épouvantail et Harley Quinn,.

## Système de jeu
Le jeu met en scène les deux héros Batman et Robin qui affrontent les super-vilains de la série animée.
Le gameplay de The Adventures of Batman and Robin mélange les genres du beat them all et du run and gun, avec certaines phases de shoot them up, il se déroule de façon linéaire sur plusieurs niveaux dans les rues et entrepôts de Gotham City ainsi qu'à bord d'un convoi de camions,,,.
Pour vaincre les ennemis, Batman et Robin utilisent leurs batarangs et autres projectiles,. Le gameplay est comparable à celui de la série de jeu Metal Slug.
Le système de contrôle du jeu est composé d'un axe directionnel à huit directions et de trois boutons (A, B et C) pour les actions principales (tirer, sauter).
John O'Brien de chez Ocean Software était programmeur principal et codeur (Chase HQ sur ZX Spectrum, Batman Returns sur Mega-CD) pour Clockwork Tortoise durant le développement du jeu sur Megadrive. Celui-ci a exploité en profondeur tous les effets visuels possible du hardware tel que le scrolling ligne par ligne pour déformer les sprites et les arrière-plans, créant ainsi des effets pseudo-3D pour les immeubles, les tunnels, etc. Afficher quantité de sprites rotatifs à l'écran alors que maints programmeur pensaient cela impossible. Créer des scaling de sprites très fluides et afficher un grand nombre de sprite en obtenant que peu de ralentissements et de clignotements à l'écran. Et même faire paraître des lumières in-game translucides.
Jesper Kyd est à l'origine de la bande sonore du jeu Megadrive.

## À noter
Dans la version Mega-CD sortie en 1995, le joueur prend les commandes de la Batmobile et du Batwing pour des courses-poursuites sur les routes et dans les airs.